# Metzgeria holcophorus
Metzgeria holcophorus is een slakkensoort uit de familie van de Ptychatractidae. De wetenschappelijke naam van de soort is voor het eerst geldig gepubliceerd in 1959 door Barnard.